# لیک فورت پارک (واشینگتن)
لیک فورت پارک (به انگلیسی: Lake Forest Park) شهری در شهرستان کینگ ایالت واشنگتن است که در سرشماری سال ۲۰۱۰ میلادی، ۱۲۵۹۸ نفر جمعیت داشته است.